# جيمس بيفرلي سينر
جيمس بيفرلي سينر (بالإنجليزية: James Beverley Sener)‏ (و. 1837 – 1903 م) هو سياسي، ومحام من الولايات المتحدة الأمريكية ولد في فريدريكسبيورغ.
وهو عضو في الحزب الجمهوري .

## التعليم
تعلم في جامعة فرجينيا.